# باشگاه فوتبال اوساسونا بی
باشگاه ورزشی اوساسونا بی (انگلیسی: CA Osasuna B) تیم دوم یک باشگاه فوتبال مستقر در نابارا، پامپلونا، اسپانیا است که در حال حاضر در پریمرا فدراسیون، سومین سطح لیگ فوتبال در این کشور به فعالیت می‌پردازد.
آن‌ها بازی‌های خانگی خود را در ورزشگاه تاخونار فسیلیتیز برگزار می‌کنند که ۴۵۰۰ صندلی، گنجایش پذیرش تماشاگر دارد.
این باشگاه به عنوان تیم دوم، تحت نظر باشگاه فوتبال اوساسونا فعالیت دارد.

## تاریخچه
اوساسونا بی در سال ۱۹۶۲ با عنوان اوساسونا پرومساس تأسیس شد و در سال ۱۹۹۱ نام آن تغییر یافت. این تیم برای اولین بار در فصل ۱۹۸۳–۱۹۸۲ به سگوندا دیویسیون بی رسید و سپس دوباره در ۱۹۸۸–۱۹۸۷ به این موفقیت دست یافت که این بار بیش از دو دهه در این رده تداوم داشتند.
از سال ۱۹۹۴ تا ۲۰۰۰، اوساسونا بی امکان صعود به رده بالاتر، لا لیگا ۲ را نداشت، زیرا تیم اصلی در سطح دوم بازی می‌کرد.
در ساختار باشگاه فوتبال اوساسونا در سال ۲۰۱۶ تغییری به وجود آمد که به موجب آن باشگاه ورزشی ایرونیا از ترسرا دیویسیون بخشی از ساختار اوساسونا شد. تیم ایرونیا باید حداقل یک دسته پایین‌تر از اوساسونا بی بازی می‌کرد، که این موضوع به زودی عواقبی داشت. وقتی که اوساسونا بی در پایان فصل ۲۰۱۸–۲۰۱۷ از سگوندا دیویسیون بی به ترسرا دیویسیون سقوط کرد و ایرونیا که ۱۵ فصل وضعیت خود را حفظ کرده بود، به‌طور سیستمی و بالاجبار به لیگ‌های محلی فرستاده شد.
در فصل ۲۰۱۸–۱۹، اوساسونا بی، در گروه ۱۵ ترسرا فدراسیون اول شد و پس از پیروزی بر باشگاه فوتبال کادیز بی در پلی‌آف‌های صعود، این تیم دوباره به سگوندا دیویسیون بی برای فصل ۲۰۱۹–۲۰ صعود کرد.
در تابستان ۲۰۲۰، وابستگی اوساسونا به ایرونیا پایان یافت (اگرچه آن‌ها همچنان یک باشگاه محلی شریک باقی ماندند) و قرارداد جدیدی با باشگاه ورزشی سوبیزا برای کار به‌عنوان باشگاه تغذیه‌کننده تیم اوساسونا بی منعقد شد.
باشگاه فوتبال اوساسونا بی، در تاریخ خود تا پیش از شروع فصل ۲۰۲۵–۲۰۲۴
- ۳ فصل را در پریمرا فدراسیون گذرانده است.
- ۳۳ فصل را در سگوندا دیویسون بی گذرانده است.
- ۱ فصل را در سگوندا فدراسیون گذرانده است.
- ۱۰ فصل را در ترسرا دیویسیون گذرانده است.
- ۱۴ فصل را در لیگ‌های محلی گذرانده است.

## ترکیب کنونی
تا تاریخ ۱ سپتامبر ۲۰۲۳.
| شماره |         | پست       | بازیکن                 |
| ----- | ------- | --------- | ---------------------- |
| ۱     | اسپانیا | دروازه‌بان | پابلو والنسیا گارسیا   |
| ۲     | اسپانیا | مدافع     | خورخه مورنو            |
| ۴     | اسپانیا | مدافع     | ایبیدر گاریز مندازا    |
| ۵     | اسپانیا | مدافع     | کریستین موتیلوا رازکین |
| ۶     | اسپانیا | هافبک     | داوید رابادان          |
| ۷     | اسپانیا | مهاجم     | روبن آزکونا مایویو     |
| ۸     | اسپانیا | هافبک     | آسیر اوسامبلا          |
| ۹     | اسپانیا | مهاجم     | خورخه آگیره            |
| ۱۰    | اسپانیا | مهاجم     | آندر یولدی آیزاگار     |
| ۱۱    | اسپانیا | هافبک     | اونای بویان دیز        |
| ۱۲    | اسپانیا | مهاجم     | خاویر سولا گاسکن       |
| ۱۳    | اسپانیا | دروازه‌بان | داریو راموس پینازو     |
| ۱۴    | اسپانیا | هافبک     | ژابی هوارته            |

| شماره |                 | پست       | بازیکن                                        |
| ----- | --------------- | --------- | --------------------------------------------- |
| ۱۵    | اسپانیا         | مدافع     | گیلم مولینا                                   |
| ۱۷    | اسپانیا         | مدافع     | انکو آگیلار                                   |
| ۱۸    | اسپانیا         | هافبک     | مائورو اچگوین                                 |
| ۱۹    | اسپانیا         | مهاجم     | مکس اسونسون (قرضی از اسپانیول)                |
| ۲۱    | اسپانیا         | هافبک     | جان گارسیا فوئنتس                             |
| ۲۲    | اسپانیا         | مدافع     | آندر دوفور اسپلوسین                           |
| ۲۳    | یونان           | مدافع     | نیکولاس میشلیس (قرضی از باشگاه ورزشی میراندس) |
| ۲۴    | یونان           | دروازه‌بان | دیمیتریوس استامتاکیس                          |
| ۲۷    | اسپانیا         | مهاجم     | کارلوس لومبرراس سولانو                        |
| ۲۹    | جمهوری دومینیکن | مهاجم     | نوند لورنزو                                   |
| ۳۰    | اسپانیا         | مهاجم     | دنیل سانچو                                    |
| ۳۴    | اسپانیا         | هافبک     | میگل آئوریا                                   |
| ۳۶    | اسپانیا         | مدافع     | اینییگو آرگیبیده                              |

## تیم ذخیره؛ تعریف و قوانین
تیم‌های ذخیره معمولاً از ترکیبی از بازیکنان جوان نوظهور و بازیکنان تیم اول تشکیل می‌شوند. این تیم‌ها از تیم جوانان یک باشگاه متمایز هستند که معمولاً از بازیکنان زیر سن خاصی تشکیل شده و در یک لیگ مخصوص سن بازی می‌کنند. در انگلستان، آرژانتین و ایالات متحده معمولاً از اصطلاح ذخیره برای توصیف این تیم‌ها استفاده می‌شود. در آلمان و اتریش اصطلاح آماتور یا ۲ استفاده می‌شود، در حالی که در سیستم لیگ فوتبال پرتغال، اسپانیا، جمهوری چک از اصطلاح بی استفاده می‌شود. در اسلواکی و نروژ، این تیم‌ها با ۲ متمایز می‌شوند. در هلند معمولاً از صفت یونگ (جوان) استفاده می‌شود.
مطابق با قانون، تیم‌های ذخیره با تیم اصلی یک باشگاه نمی‌توانند در یک رده فعالیت داشته باشند، مثلاً در اسپانیا، اگر تیم اصلی یک باشگاه در لا لیگا فعال باشد، تیم دو حتی اگر واجد شرایط صعود از لا لیگا ۲ به لا لیگا باشد، جواز صعود را دریافت نخواهد کرد و تیم بعدی شرایط صعود را کسب می‌نماید. همچنین تیم‌های دوم تمام باشگاه‌ها، اجازه شرکت در کوپا دل ری را نخواهند داشت.

## افتخارات
- ترسرا دیویسیون: ۳ مرتبه
  - ۱۹۸۵–۱۹۸۶ / ۱۹۸۶–۱۹۸۷ / ۲۰۱۵–۲۰۱۶
    - در فصل ۱۹۸۶–۱۹۸۵ در بازی‌ها پلی‌آف شکست خوردند و از صعود بازماندند.
    - در فصل ۱۹۸۷–۱۹۸۶ مستقیماً به سگوندا دیویسیون بی صعود کردند.
    - در فصل ۲۰۱۶–۲۰۱۵ در بازی‌های پلی‌آف جواز صعود را کسب کردند.